# مسی، اسون
شهر مَسی، اِسُن (به فرانسوی: Massy, Essonne) در شهرستان اِسُن در ناحیه ایل-دو-فرانس با جمعیت ۴۰٬۱۸۳ نفر در کشور فرانسه واقع شده است.